# یزید آتوبا
یزید آتوبا (انگلیسی: Yazid Atouba؛ زادهٔ ۲ ژانویهٔ ۱۹۹۳) بازیکن فوتبال اهل کامرون است.
از باشگاه‌هایی که در آن بازی کرده است می‌توان به باشگاه فوتبال شیکاگو فایر اشاره کرد.
وی همچنین در تیم‌های ملی فوتبال زیر ۲۰ سال کامرون و کامرون بازی کرده است.